# Sabra harpagula
Sabra harpagula là một loài bướm đêm thuộc họ Drepanidae. Nó được tìm thấy ở châu Âu.
Sải cánh dài 25–35 mm. Con trưởng thành bay từ tháng 6 đến tháng 8 tùy theo địa điểm.
Ấu trùng ăn Tilia cordata.

## Hình ảnh

♂
♂ △

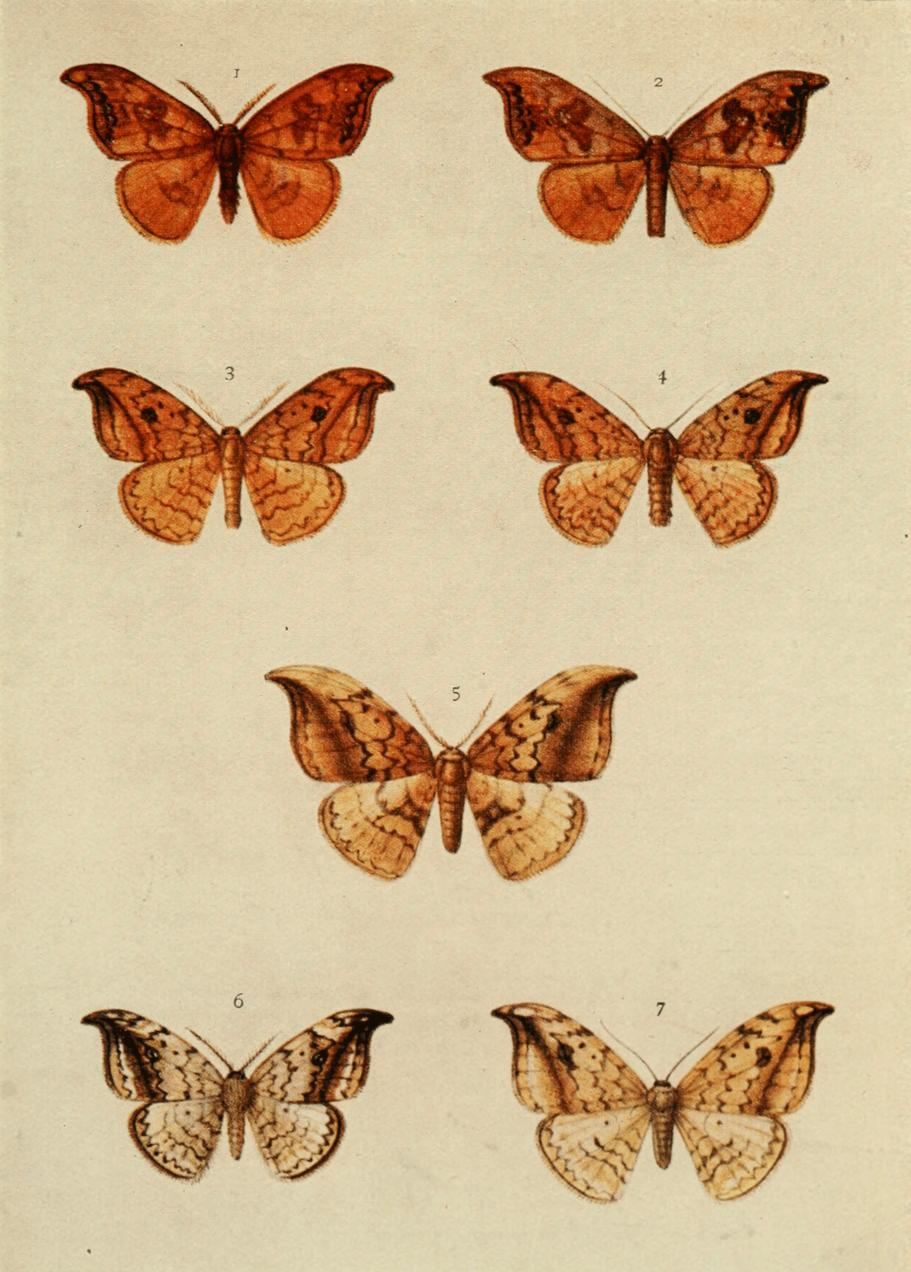
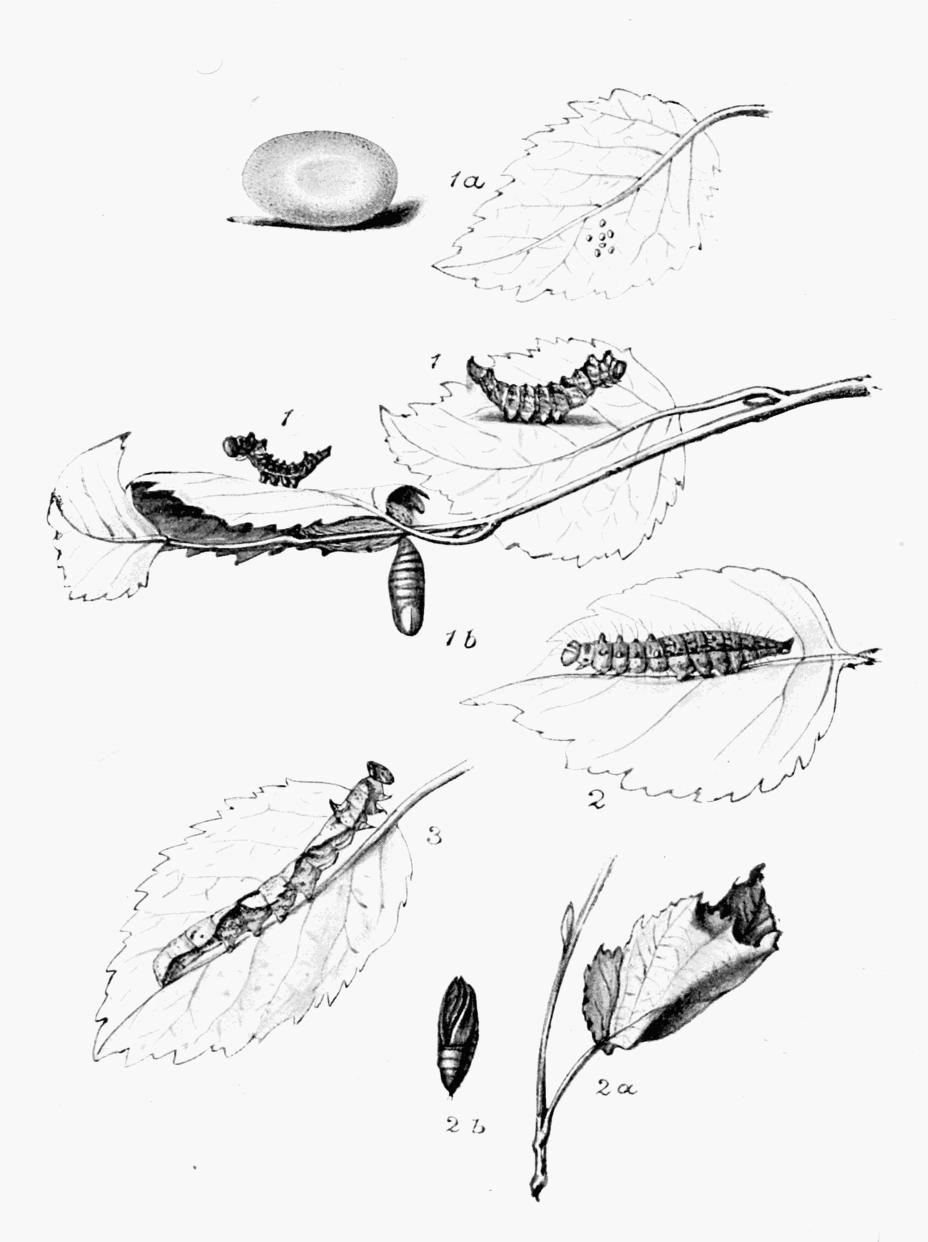